# Draupner
Draupner eller Draupnir i nordisk mytologi er navnet på Odins prægtige guldring. Den er smedet af dværgene Brokk og Sindre i forbindelse med Lokes væddemål med dværgene. Fra ringen drypper hver 9. nat otte nye og lige så prægtige guldringe.
Da Balder døde fik han Draupner med til dødsriget Hel. Men da Hermod var i Hel på sin mislykkede færd for at få Balder med tilbage til livet i Asgård, fik han  ringen med tilbage til Odin.
Den lille sølvfigur Odin fra Lejre fra omkring år 900, der blev fundet under udgravninger ved Gammel Lejre i 2009 viser Odin på sin tronstol Lidskjalv med en hals- og brystprydelse, som kunne være Draupner.